# Anisostena gracilis
Anisostena gracilis es una especie de coleóptero de la familia Chrysomelidae. Fue descrita científicamente por primera vez en 1883 por Horn.
Su planta hospedera es Panicum maximum, Poaceae. El ejemplar tipo mide 3.6 mm. Se encuentra en el sur de Estados Unidos y en México.